# Chuca
Víctor Moya Martínez, meglio noto come Chuca (Jacarilla, 10 giugno 1997), è un calciatore spagnolo, centrocampista del Miedź Legnica.

## Caratteristiche tecniche
È un trequartista.

## Carriera
Cresciuto nel settore giovanile del Villarreal, ha esordito in prima squadra il 10 settembre 2017 disputando l'incontro della Liga vinto 3-1 contro il Real Betis.
Per la stagione 2018-2019 è stato ceduto in prestito all'Elche ma a causa dello scarso impiego (solo 6 spezzoni di gioco), a gennaio è stato richiamato alla base terminando l'anno con la squadra B del Submarino Amarillo.
Il 31 luglio 2019 è passato a titolo definitivo al Wisła Cracovia.

## Statistiche
Statistiche aggiornate al 27 gennaio 2023.

### Presenze e reti nei club
| Stagione              | Squadra               | Campionato            | Campionato | Campionato | Coppe nazionali | Coppe nazionali | Coppe nazionali | Coppe continentali | Coppe continentali | Coppe continentali | Altre coppe | Altre coppe | Altre coppe | Totale | Totale | Totale |
| Stagione              | Squadra               | Comp                  | Pres       | Reti       | Comp            | Pres            | Reti            | Comp               | Pres               | Reti               | Comp        | Pres        | Reti        | Pres   | Reti   |        |
| --------------------- | --------------------- | --------------------- | ---------- | ---------- | --------------- | --------------- | --------------- | ------------------ | ------------------ | ------------------ | ----------- | ----------- | ----------- | ------ | ------ | ------ |
| 2016-2017             | Villarreal C          | TD                    | 22         | 3          |                 | -               | -               |                    | -                  | -                  |             | -           | -           | 22     | 3      |        |
| 2015-2016             | Villarreal B          | SDB                   | 3          | 0          |                 | -               | -               |                    | -                  | -                  |             | -           | -           | 3      | 0      |        |
| 2016-2017             | Villarreal B          | SDB                   | 7          | 0          |                 | -               | -               |                    | -                  | -                  |             | -           | -           | 7      | 0      |        |
| 2017-2018             | Villarreal B          | SDB                   | 32         | 6          |                 | -               | -               |                    | -                  | -                  |             | -           | -           | 32     | 6      |        |
| 2017-2018             | Villarreal            | PD                    | 4          | 0          | CR              | 1               | 0               | UEL                | 2                  | 0                  |             | -           | -           | 7      | 0      |        |
| 2018-gen. 2019        | Elche                 | SD                    | 6          | 0          | CR              | 1               | 0               |                    | -                  | -                  |             | -           | -           | 7      | 0      |        |
| gen.-giu. 2019        | Villarreal B          | SDB                   | 13         | 0          |                 | -               | -               |                    | -                  | -                  |             | -           | -           | 13     | 0      |        |
| Totale Villarreal B   | Totale Villarreal B   | Totale Villarreal B   | 55         | 6          |                 | -               | -               |                    | -                  | -                  |             | -           | -           | 55     | 6      |        |
| 2019-2020             | Wisła Cracovia        | EK                    | 25         | 2          | CP              | 0               | 0               |                    | -                  | -                  |             | -           | -           | 25     | 2      |        |
| 2020-2021             | Wisła Cracovia        | EK                    | 13         | 3          | CP              | 1               | 1               |                    | -                  | -                  |             | -           | -           | 14     | 4      |        |
| Totale Wisła Cracovia | Totale Wisła Cracovia | Totale Wisła Cracovia | 38         | 5          |                 | 1               | 1               |                    | -                  | -                  |             | -           | -           | 39     | 6      |        |
| 2021-2022             | Miedź Legnica         | 1L                    | 23         | 5          | CP              | 1               | 0               |                    | -                  | -                  |             | -           | -           | 24     | 5      |        |
| 2022-2023             | Miedź Legnica         | EK                    | 15         | 3          | CP              | 1               | 0               |                    | -                  | -                  |             | -           | -           | 16     | 3      |        |
| Totale Miedź Legnica  | Totale Miedź Legnica  | Totale Miedź Legnica  | 38         | 8          |                 | 2               | 0               |                    | -                  | -                  |             | -           | -           | 40     | 8      |        |
| Totale carriera       | Totale carriera       | Totale carriera       | 163        | 22         |                 | 5               | 1               |                    | 2                  | 0                  |             | -           | -           | 170    | 23     |        |

## Palmarès

### Club

#### Competizioni nazionali
- I liga: 1

Miedź Legnica: 2021-2022